# New York Red Bulls II
New York Red Bulls II es un equipo de fútbol de los Estados Unidos de la ciudad de Harrison, Nueva York. Desde 2015 compite en la MLS Next Pro, Tercer categoría del fútbol estadounidense.
Es el equipo filial del New York Red Bulls de la Major League Soccer. 
Entre los años 2005 y 2014 el equipo jugó en la MLS Reserve League, una liga de equipos filiales de las franquicias de la MLS.
Entre los años 2015 y 2022 el equipo jugó en la USL Championship,segunda categoría del fútbol estadounidense.

## Historia
Fue fundado en el año 2005 en la ciudad de Harrison (Nueva Jersey) como equipo filial de New York Red Bulls, la franquicia de la MLS, para competir en la MLS Reserve League, en donde su mejor temporada fue la de 2005, en la que ocuparon en segundo lugar.
La MLS Reserve League se integró a la antiguamente conocida como USL Pro en la temporada 2015, segunda categoría del fútbol estadounidense, mientras que el  New York Red Bulls Sub-23 jugará en la USL Premier Development League (actual USL League Two).
El 2 de marzo de 2015 se anunció que el exjugador del club John Wolyniec es el nuevo entrenador del equipo reserva.
El club fichó su primer jugador como NY Red Bulls II el 19 de marzo de 2015 a Tyler Adams. El plantel del equipo está compuesto, junto con sus fichajes y contrataciones, jugadores del primer equipo a préstamo al equipo reserva, jugadores del draft, la academia y jugadores a prueba. Debutó en la USL el 28 de marzo contra el Rochester Rhinos, el resultado fue un empate a cero. Anatole Abang anotó el primer gol del equipo, en la victoria por 4-1 ante Toronto FC II.
Luego de jugar de local la temporada 2015 y 2016 en el Red Bull Arena, el club anunció el 10 de mayo de 2016 que desde 2017 su nueva casa será el MSU Soccer Park at Pittser Field, de la Universidad Estatal de Montclair.
El club ganó su primer trofeo el 7 de septiembre de 2016, cuando quedó en el primer lugar de la fase regular de la temporada (el equivalente al Supporters' Shield). El 23 de octubre de ese año, el Red Bulls II ganó la Copa USL, luego de derrotar por 5-1 al Swope Park Rangers en el Red Bull Arena.

## Temporadas

### Temporadas en la MLS-RL
| 2005 | 2.º            | No habían playoffs | No participó   |                |                |                |
| 2006 | 7.º            | No habían playoffs | No participó   |                |                |                |
| 2007 | 9.º            | No habían playoffs | No participó   |                |                |                |
| 2008 | 12.º           | No habían playoffs | No participó   |                |                |                |
| 2009 | No hubo torneo | No hubo torneo     | No hubo torneo | No hubo torneo | No hubo torneo | No hubo torneo |
| 2010 | No hubo torneo | No hubo torneo     | No hubo torneo | No hubo torneo | No hubo torneo | No hubo torneo |
| 2011 | 4.º, Eastern   | No playoffs        | No participó   |                |                |                |
| 2012 | 4.º, Eastern   | No playoffs        | No participó   |                |                |                |
| 2013 | 3.º, Eastern   | No playoffs        | No participó   |                |                |                |
| 2014 | 5.º, Eastern   | No playoffs        | No participó   |                |                |                |

### Temporadas en la USL
| Año  | Temporada Regular | Playoffs             | US Open Cup                  | Goleador                  | Goles |
| ---- | ----------------- | -------------------- | ---------------------------- | ------------------------- | ----- |
| 2015 | 4.º, Eastern      | Semifinales          | Segunda ronda                | Marius Obekop             | 6     |
| 2016 | 1.º, Eastern      | Campeón              | No elegible (equipo reserva) | Brandon Allen             | 21    |
| 2017 | 7.º, Eastern      | Final de conferencia | No elegible (equipo reserva) | Stefano Bonomo            | 13    |
| 2018 | 5.º, Eastern      | Final de conferencia | No elegible (equipo reserva) | Amando Moreno Brian White | 10    |
| 2019 | 6.º, Eastern      | Cuartos de final     | No elegible (equipo reserva) | Jared Stroud              | 15    |
| 2020 | 14°, East         | No clasificó         | No elegible (equipo reserva) | Omar Sowe                 | 7     |
| 2021 | 14°, East         | No clasificó         | No elegible (equipo reserva) | Omar Sowe                 | 8     |
| 2022 | 14°, East         | No clasificó         | No elegible (equipo reserva) | Jodan Adebayo-Smith       | 7     |

### Temporadas en la MLS Next Pro
| Año  | Temporada Regular | Playoffs    | US Open Cup   | Goleador       | Goles |
| ---- | ----------------- | ----------- | ------------- | -------------- | ----- |
| 2023 | 4.º, Eastern      | Semifinales | No la disputa | Ibrahim Kasule | 15    |

- Desde la temporada 2016, los equipos reservas de la MLS no se les permite competir en la US Open Cup.

## Jugadores

### Plantilla 2024
- Incluye jugadores a préstamo desde el primer equipo, jugadores de las inferiores, jugadores seleccionador de los SuperDrafts y jugadores a prueba.

## Entrenadores

### Cronología de los entrenadores
| - John Wolyniec (2015-2021) - Gary Lewis (2022) - Ibrahim Sekagya (2022-act.) |

## Palmarés
- USL Cup
  - Campeón :2016
- Fase regular (USL)
  - campeones:2016[11]
- Conferencia Este (USL)
  - Campeones de PlayOffs: 2016
  - Campeones temporada regular: 2016